# Barbora Purchartová
Barbora Purchartová (ur. 9 maja 1992 w Pradze) – czeska siatkarka, reprezentantka kraju, grająca na pozycji środkowej.

## Sukcesy klubowe
Mistrzostwo Czech:
- 2008
- 2021
- 2010

Mistrzostwo Belgii:
- 2015

## Sukcesy reprezentacyjne
Liga Europejska:
- 2019
- 2018